# Jakob Sjøberg
Jakob Sjøberg (født 1987) er en dansk professionel fodboldspiller, som har gjort sig bemærket som futsal- og strandfodboldspiller i Rio de Janeiro i Brasilien.
Han har spillet for Clube de Regatas do Flamengo, Iguacu Futsal, Boavista Beach Soccer og Botafogo. Han har bl.a. spillet kampe i Elite Carioca og Liga Rio de Janeiro.  
Senest har han spillet strandfodbold i Lionel Messis barndomsby, Rosario i Argentina, samt været ungdomstræner i Brasilien og Argentina.
Jakob Sjøberg er født i Nykøbing Sjælland og opvokset i Kolding. Han havde den tidligere landsholdsspiller Knud Nørregaard som underviser i Idræt. Jakob Sjøberg er cand.jur. fra Københavns Universitet og LL.M. fra Trinity College Dublin og master i Media Management fra universitetet i Helsinki. Dette følger bl.a. af artiklen "Jakob jonglerer med jura og fodbold i to verdener".
Han er søn af sundhedsplejerske Else Høgh og forhåndværende medlem af Folketinget, Nils Sjøberg. Han er gift med brasilianeren Jessica da Silva, der har spillet i den argentinske liga i strandfodbold. Hun er omtalt i flere avisartikler. Mens Nils Sjøberg sad i Folketinget, anmodede han bl.a. minister Magnus Heunicke om at forholde sig til behovet for at begrænse hovedstød i ungdomsfodbold.
En række medier har dækket Jakob Sjøbergs oplevelser i Brasilien. Det gælder bl.a. Jyllands-Posten og Danmarks Radio. Hans tid i Sydamerika har ikke mindst fået mediedækning på grund af hans atypiske udseende med et stort rødt skæg og på grund af oplevelser med bl.a. væbnet røveri, politirazzia, kakerlakker i omklædningsrum og aber i futsalhaller.  Ifølge DR's artikel "Jakob spiller fodbold med verdens bedste, men deler omklædningsrum med kakerlakker" har han spillet på hold med både brasilianske og argentinske landsholdsspillere i strandfodbold, samt flere brasilianske spillere, der fik kontrakt i Europa i strandfodbold eller futsal.
Hans fascination med brasiliansk fodbold opstod i barndommen. Da han var 12 år, skrev Politiken artiklen "Smuk fodbold er det bedste" om ham, fordi han havde vundet en fodboldkonkurrence. Her fortæller han om sin passion for "elegante driblinger, gode afleveringer og flotte mål, som det spilles af italienere eller brasilianere."
Det var dog først, mens han arbejdede i Dublin, at han fik skabt sig et netværk af brasilianere i den irske hovedstad. Det gav ham nogle kontakter, der blev afgørende for hans gennembrud i brasiliansk fodbold.
Jakob Sjøberg repræsenterede i august 2023 Brasilien som spiller ved VM i streetfodbold (panna) i København. Samme år var han i samarbejde med den norske fodboldspiller Kristoffer Syvertsen (it) leder på Ljan fodboldskole i Oslo. Nogle medier har beskrevet, at hans omdrejningspunkt er "glæden ved spillet, som han har taget med sig fra sine oplevelser i Brasilien" og at han "underviser med udgangspunkt i et legende spil inspireret af gadefodbold i Brasilien".
Han har deltaget i podcasten "Vi elsker strandfodbold!" med værterne Mathias Stilling og Martin Svensson. Han er desuden forfatter til to bøger og har bidraget til en bog, som mediet Bloomberg har udgivet.
Udover spillet på professionelt plan har han deltaget i en landliggerkamp på hold med en række tidligere profiler fra Brøndby IF, samt tidligere spillere fra herre- og kvindelandsholdet i fodbold.